# Café Belga Tour
Café Belga Tour – trasa koncertowa polskiego rapera Taco Hemingwaya. Odbyła się od 20 października do 14 grudnia 2018 roku w ramach promocji albumu studyjnego Café Belga i minialbumu Flagey. Objęła dziewiętnaście koncertów w Polsce oraz w Wielkiej Brytanii i Irlandii.

## Geneza
Album Café Belga początkowo miał ukazać się 13 lipca, jednakże przez wyciek informacji  o albumie do internetu, w jednym ze sklepie w sieci Empik, płyta ukazała się 12 lipca 2018 roku. 23 sierpnia 2018 roku Hemingway ogłosił trasę koncertową pod tytułem Café Belga Tour, równocześnie podając datę występu w Katowicach. W następnych dniach, artysta za pomocą Facebooka informował pozostałych koncertach. Trasa objęła zarówno dwie z największych hal sportowo-widowiskowych w Polsce, takich jak Międzynarodowe Centrum Kongresowe w Katowicach czy Hala sportowo-widowiskowa Łuczniczka w Bydgoszczy, ale większość koncertów odbyła się w mniejszych klubach. Raper również wystąpił poza granicami kraju, w Irlandii i Wielkiej Brytanii.

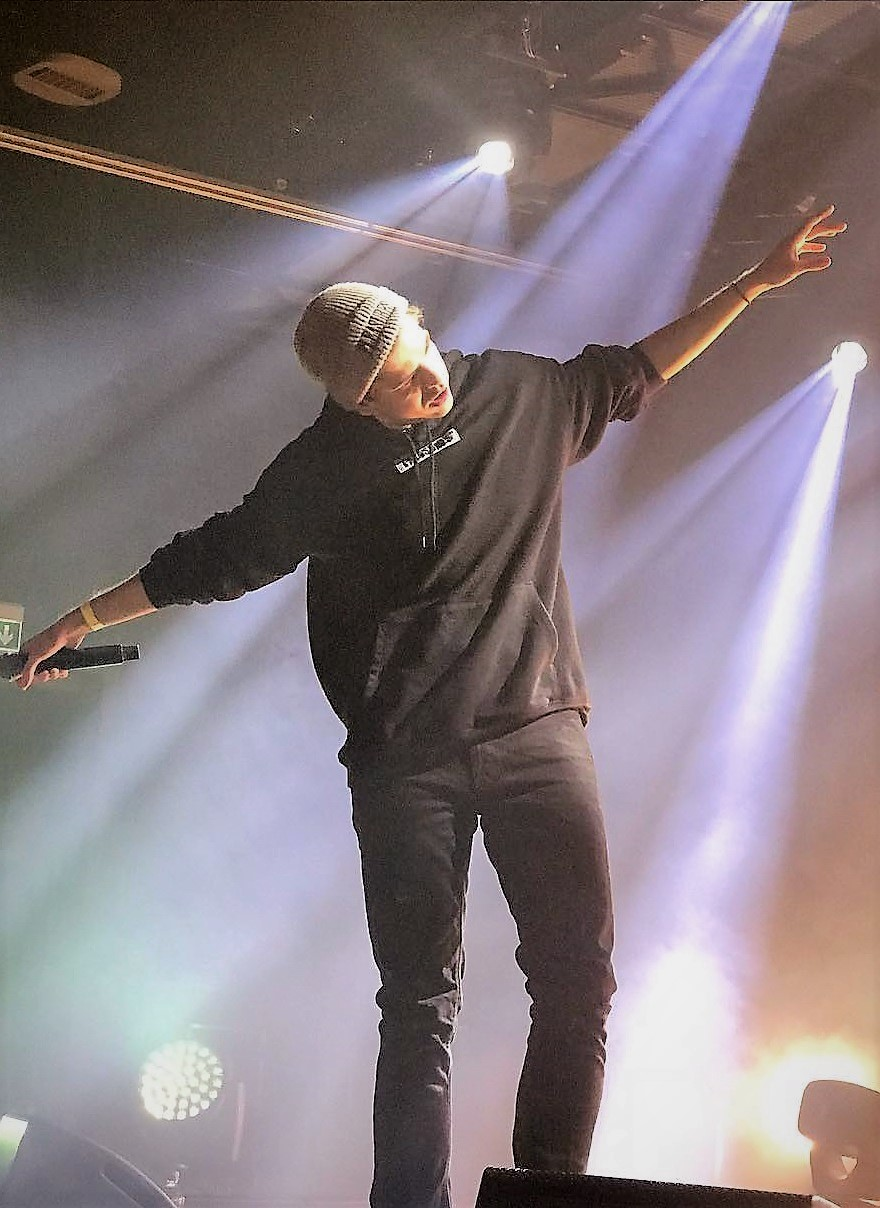
Taco podczas trasy w Krakowie, 2018

## Odbiór

### Krytyczny
Emil Bogumił z portalu cdn.pl opisał na stronie koncert Taco Hemingwaya w Gdańsku. W swojej recenzji napisał, że wydarzenia cieszyło się tak ogromnym zainteresowaniem, że aby dostać się do środka klubu musiał czekać w 2 godzinnej kolejce. Redaktor ostatecznie pochwalił koncert, pisząc że został dobrze przygotowany, artysta potrafił zabawiać tłum oraz docenił zmienianie słów w piosenkach, na takie by pasowały do miejsca grania koncertu.

Poza sylabizowaniem kolejnych wersów robił świetne show – skakał, bawił się mikrofonem i aktywizował fanów. Doskonale radził sobie z dostosowaniem kawałków do trójmiejskiej publiki. Gdzie tylko mógł zmieniał słowa utworów na „Gdańsk”, czy „Trójmiasto”.

### Komercyjny
Poprzednia trasa rapera, zakończona parę miesięcy wcześniej, Ekodiesel Tour, cieszyła się ogromnym zainteresowaniem i została nazwana jedną z największych tras w polskim rapie według serwisu Newonce. Tuż po ogłoszeniu pierwszego koncerty w Katowicach, bilety zostały szybko wysprzedane. Niedługo później wysprzedały się również wejściówki na koncert w Gdańsku. Ostatecznie wysprzedały się również koncerty w Poznaniu i Wrocławiu. Ze względu na duże zainteresowanie koncertem w Krakowie, raper rozegrał tam w tym samym dniu dwa koncerty. Takie samo zdarzenie miało miejsce w Gdańsku. Podobnie jak w przypadku trasy Ekodiesel Tour czy 2017 Tour, na tej trasie również ukazał się merch z produktami promującymi trasę. Była to limitowana edycja odzieży, w której w skład wchodziły koszulki i bluzy w elementach kolorystyki nawiązującymi do trasy koncertowej.

## Lista koncertów
Źródło:
| Data                          | Miejscowość | Państwo         | Obiekt                               |
| ----------------------------- | ----------- | --------------- | ------------------------------------ |
| 20 października 2018          | Katowice    | Polska          | Międzynarodowe Centrum Kongresowe    |
| 21 października 2018          | Rzeszów     | Polska          | Millenium Hall                       |
| 3 listopada 2018              | Wrocław     | Polska          | Centrum Koncertowe A2                |
| 4 listopada 2018              | Wrocław     | Polska          | Centrum Koncertowe A2                |
| 8 listopada 2018              | Gdańsk      | Polska          | Klub B90                             |
| 9 listopada 2018              | Gdańsk      | Polska          | Klub B90                             |
| 13 listopada 2018, popołudnie | Kraków      | Polska          | Klub Studio                          |
| 13 listopada 2018, wieczór    | Kraków      | Polska          | Klub Studio                          |
| 15 listopada 2018, popołudnie | Kielce      | Polska          | Grand Music Club                     |
| 15 listopada 2018, wieczór    | Kielce      | Polska          | Grand Music Club                     |
| 19 listopada 2018             | Bydgoszcz   | Polska          | Hala sportowo-widowiskowa Łuczniczka |
| 28 listopada 2018             | Szczecin    | Polska          | Peron 5                              |
| 29 listopada 2018             | Poznań      | Polska          | Sala Ziemi                           |
| 30 listopada 2018             | Dublin      | Irlandia        | Button Factory                       |
| 1 grudnia 2018                | Londyn      | Wielka Brytania | E1 London                            |
| 10 grudnia 2018               | Warszawa    | Polska          | Hala Koło                            |
| 11 grudnia 2018               | Warszawa    | Polska          | Hala Koło                            |
| 14 grudnia 2018, popołudnie   | Łódź        | Polska          | Klub Wytwórnia                       |
| 14 grudnia 2018, wieczór      | Łódź        | Polska          | Klub Wytwórnia                       |